# Claus Krieger
Claus Krieger (* 22. November 1971 in Mutlangen) ist ein deutscher Sportpädagoge und Hochschullehrer.

## Leben
Krieger ging in Schwäbisch Gmünd zur Schule. Nach bestandenem Abitur im Jahr 1991 nahm er im folgenden Jahr an der Universität Konstanz ein Lehramtsstudium in den Fächern Sport und Englisch auf. 1998 legte er das erste Staatsexamen ab. In den Jahren 1995 und 1996 weilte er zwischenzeitlich zu einem Studienaufenthalt an der Brock University in der kanadischen Provinz Ontario. Zwischen 1998 und 2002 war Krieger wissenschaftlicher Mitarbeiter im Bereich Sportwissenschaft an der Universität Konstanz. Im Jahr 2003 erlangte er die Doktorwürde, der Titel seiner Dissertation lautete „Wir/Ich und die anderen. Vergleichende Konstruktionen von Gruppenidentität im Sportunterricht. Eine qualitative Studie aus Schülersicht.“ Nach der Absolvierung des Referendariats an der Geschwister-Scholl-Schule in Konstanz trat er 2003 eine Stelle als wissenschaftlicher Assistent am Institut für Sportwissenschaft an der Christian-Albrechts-Universität zu Kiel an und arbeitete in diesem Amt bis 2007.
In den Jahren 2007 und 2008 hatte Krieger am Fachbereich Erziehungswissenschaften der Universität Hamburg eine Vertretungsprofessur inne, 2008 und 2009 war er abermals an der Uni Kiel als wissenschaftlicher Assistent tätig. Im Oktober 2009 trat Krieger an der Universität Hamburg eine Professorenstelle für Erziehungswissenschaft mit den Schwerpunkten Bildung und Unterricht in Bewegung, Spiel und Sport an.
Zu den Schwerpunkten Kriegers Forschungstätigkeit zählen der Sportunterricht aus Schüler- und Lehrersicht, die Entwicklung des Schulsports, Erziehung und pädagogische Kommunikation sowie der Themenbereich Medien im Sport und Sportunterricht.